# حسن بن عبد الله البخشي
حسن بن عبد الله بن محمد البخشي الحلبي فقيه مسلم ولغوي وشاعر، ولد سابع شهر سنة إحدى عشر ومائة وألف (1111هـ) وتوفي (1190هـ)، وقرأ على والده عبد الله البخشي أخذ عنه الفقه والنحو والحديث والتصوف وألبسه الخرقة ولقنه الذكر.

## النشأة والتعليم
حسن بن عبد الله بن محمد البخشي الحلبي كان عالماً فاضلاً ذكياً ذا هيبة ووقار لطيفاً خلوقاً ولد في سابع شهر سنة إحدى عشر ومائة وألف (1111هـ)، وقرأ على والده العلامة المحدث الحجة الشيخ عبد الله البخشي، أخذ عنه الفقه والنحو والحديث والتصوف، وألبسه الخرقة ولقنه الذكر، وعلى عمه العلامة الشيخ إبراهيم البخشي المدرس بمدرسة المقدمية بحلب، وأخذ عنه الكتب الستة والأدب والعلوم العربية، وكذلك عن عمه العالم الشيخ اسحق، وعن عمه العالم السيد عبد الرحمن وقرأ على العلامة السيد محمد الكبيسي الحلبي حسب الله أمين الفتوي والشيخ عبد الرحمن العاري والشيخ علي الميقاتي والشيخ حسن السرميني وحسن الطباخ والشيخ قاسم النجار والشيخ سليمان النحوي والمولى علي الأسدي والشيخ علي الشامي والشيخ أحمد الحافظ وأخذ الفرائض والحساب عن العلامة الشيخ جابر المصري، وأخذ علم الكلام عن شيخه السيد محمد الطرابلسي مفتي حلب والقرات عن شيخه الشيخ عمر البصير والسيد عبد الله المسوتي، واستجاز له والده من المسند المحدث الشيخ حسن العجمي المكي والشيخ أحمد النخلي، وأخذ عن الشيخ أبي الطاهر الكوراتي والياس الكردي نزيل دمشق والاستاذ الشيخ عبد الغني النابلسي الدمشقي، وقرأ على الشيخ طه الجبريني الحلبي، وعلى العلامة الشيخ محمد عقيلة المكي لما قدم حلب، وعلى الشيخ عبد الرحمن والشيخ عثمان ولدي الحجار الملازمين بالمدينة المنورة والمدرسين بالحرم النبوي، وعلى الشيخ السيد عيسى المرشدي امام الحنفية بالكعبة المشرفة المكي، وعلى الولي الزاهد الشيخ عبد الله الزمزمي.
وله سياحة في كثير من البلاد ذكر من اجتمع بهم من الأفاضل في رحلته وتردد على قسطنطينية مراراً وقرأ على علمائها، وألف وأجاد ونظم وفضل.

## مؤلفاته
- «بهجة الأخيار في شرح حلية المختار»،
- ومنها «النور الجلي في النسب الشريف النبوي» وتأليف عظيم في الرد على من اقتحم القدح في الأبوين المكرمين،
- ورسالة في رجال الشمائل وشرح على الشمائل، «البدور الكوامل على الشمائل»
- وله شرح على أسماء البدريين.
- وله تأليف في العقائد سماه «تحرير المقال في خلق الأفعال»، وله ديوان حافل وشرح مفيد على قصيدته المسماة «بعقود الآداب» سماه «تنقيح الألباب في حل عقود الآداب».

وكان يتعاطى القضاء والنيابة بحلب وغيرها. وقبل وفاته بأكثر من عشرين سنة انفصل عن قضاء صيدا بالفعل وترك طريق القضاء اختياراً للعزلة ولازم تكية الاخلاصية بحلب، وكان لا يخرج منها الا وقت الدروس، وآلت مشيختها وتولية أوقافها له بحسب الشرط فلم يرغب لها رضاء بالقناعة والعزلة، وسمح بها لأبن أخيه السيد محمد صادق